# Bureau d'investigation du ministère de la Justice (république de Chine)
Le bureau d'investigation du ministère de la Justice (en chinois traditionnel : 法務部調查局, en anglais : Ministry of Justice Investigation Bureau, MJIB) est une agence du ministère de la Justice de Taïwan, ayant la fonction de service de renseignement.

## Histoire
L'organisme est initialement fondé en 1949 en tant que bureau d'investigation du ministère de l'Intérieur (anglais : Investigation Bureau of the Ministry of Interior), sur la base d'un ancien organisme lui-même créé en 1928.
Le 1er juin 1956, il passe sous la juridiction du ministère de l'Administration judiciaire (Investigation Bureau of the Ministry of Judicial Administration). Avec le remaniement de ce dernier, il devient le 1er août 1980 le bureau d'investigation du ministère de la Justice (Ministry of Justice Investigation Bureau).

## Directeurs généraux successifs
- Son premier directeur général était Ji Yuan-fo.
- Chang Chin-Eng
- Shen Chih-Yueh
- Yuan Cheng-Chang
- Ong Wen-Wei
- Wu Tung-Ming
- Liao Cheng-How
- Wang Rong-Jou
- Wang Kuang-Yu
- Yeh Cherng-Maw
- Le directeur-général actuel[Quand ?] est Wu Wing